# Omegophora cyanopunctata
Omegophora cyanopunctata är en fiskart som beskrevs av Hardy och Lee Milo Hutchins 1981. Omegophora cyanopunctata ingår i släktet Omegophora och familjen blåsfiskar. Inga underarter finns listade i Catalogue of Life.